# Unidade Popular (Chile)
A Unidade Popular (UP) foi uma coalizão partidária de esquerda formada para a eleição presidencial chilena de 1970, que governou o país entre 1970 e 1973, sob a liderança do presidente Salvador Allende, que pretendia alcançar o socialismo por meio da institucionalidade democrática. A UP foi destituída do poder e Salvador Allende morto durante o golpe militar de 1973.

## História

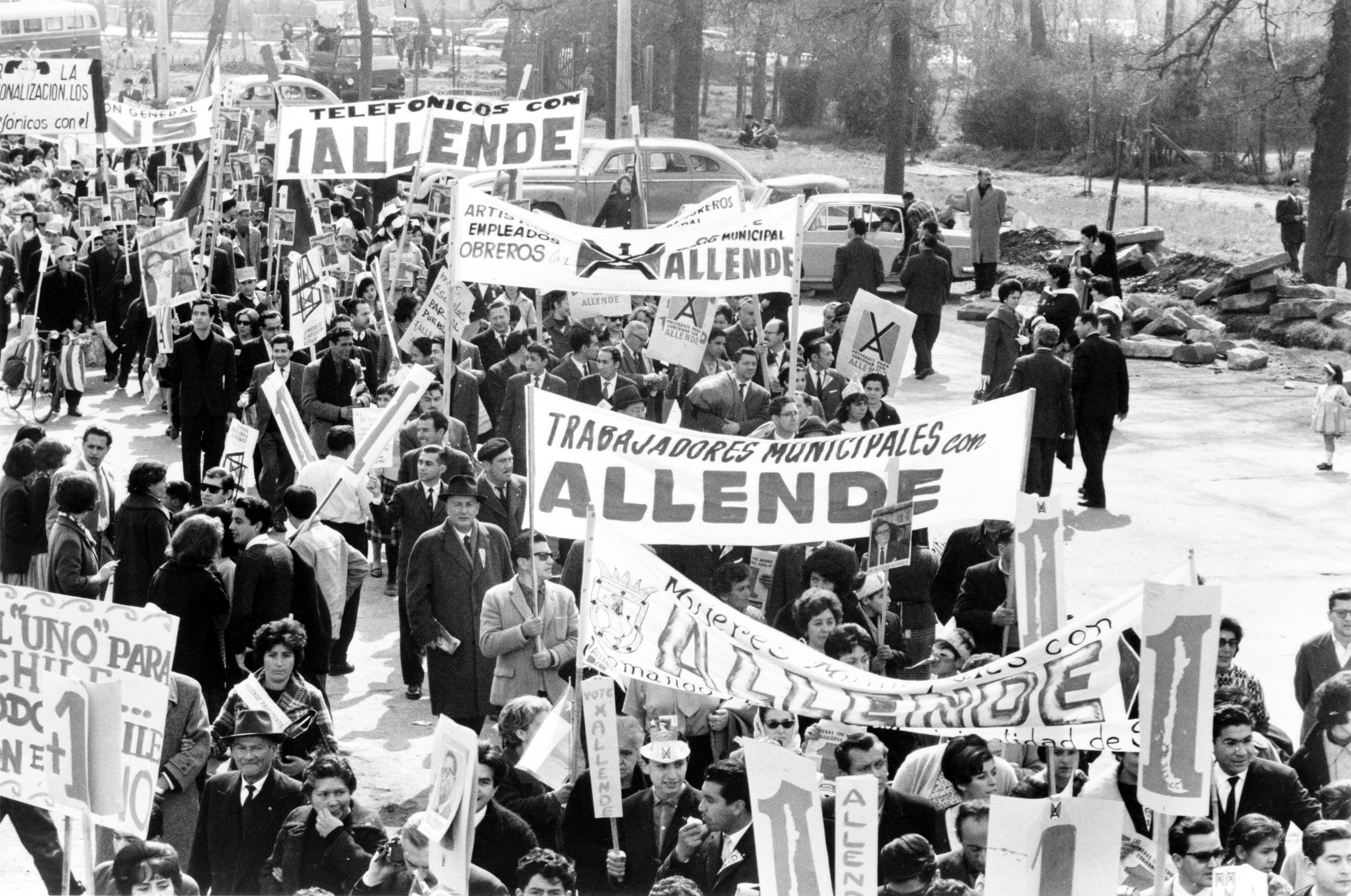
Passeata em apoio a Salvador Allende em setembro de 1964.

A UP foi constituída em outubro de 1969 para a disputa das eleições presidenciais chilenas de 1970 e foi sucessora da Frente de Ação Popular, coalizão de esquerda que terminou em segundo lugar nas eleições presidenciais de 1964. Os partidos que conformaram inicialmente a UP foram o Partido Socialista (PS), o Partido Comunista (PC), o Movimento de Ação Popular Unificado (MAPU), a Ação Popular Independente (API), o Partido Radical (PR) e o Partido Socialdemocrata (PSD). Durante o governo da UP, algumas mudanças ocorreram na aliança partidária. Em julho de 1971, proveniente de uma divisão na ala esquerda da Democracia-Cristã, surgiu a Esquerda Cristã (IC – na sigla em espanhol), que então juntou-se à UP. Em agosto de 1971, o PR sofreu um fracionamento com o surgimento do Partido de Esquerda Radical (PIR) que, depois de continuar brevemente na UP, deixou o governo em abril de 1972. O Movimento de Esquerda Revolucionária (MIR). embora nunca tenha feito parte formal da UP, adotou uma postura de apoio crítico ao novo governo após a eleição de Allende, chegando a ser responsável, por algum tempo, por organizar a guarda armada pessoal do presidente. A União Socialista Popular (USOPO), grupo surgido de uma divisão do PS em 1967, também ficou foram da coalizão. Liderada por Raúl Ampuerro, a USOPO decidiu apoiar indiretamente Allende e participar dos trabalhos nas frentes sociais da UP, mas sem ocupar cargos no governo; além disso, seu único senador votava sempre em apoio a UP no Parlamento.  A UP contou também com o apoio da Central Única dos Trabalhadores (CUT). Cada partido político tinha sua representação na Comissão Política da UP, espaço dirigente da coalizão. Em muitas fábricas, bairros, universidades e outros locais de militância formaram-se órgãos de apoio à UP, que foram chamados de Comitês da Unidade Popular (CUP).
Existiu alguma polêmica e disputa para definir quem seria o candidato presidencial da UP, embora Salvador Allende fosse o nome mais evidente, uma vez que ele já eram bem conhecido no país após ter disputado as eleições presidenciais de 1952, 1958 e 1964. O setor mais radical do Partido Socialista, que apoiava a luta armada e era liderado por Carlos Altamirano, não apoiava completamente o nome de Allende. O Partido Comunista propôs o nome do ex-senador e renomado escritor Pablo Neruda, enquanto o Partido Radical sugeriu Alberto Baltra. Outros pré-candidatos foram Rafael Tarud, pela Ação Popular Independente, e Jacques Chonchol, representando o Movimento de Ação Popular Unificado. Em 22 de janeiro de 1970, foi escolhido Allende como candidato.[carece de fontes?]

### Conteúdo programático do governo Allende
O programa de governo de la UP era a síntese de dois textos: o Programa básico de la Unidad Popular  e Las 40 primeras medidas del Gobierno Popular. Como perspectiva geral, defendia-se o socialismo, que deveria ser alcançado respeitado as liberdades democráticas e institucionais chilenas. Com eixos anti-imperialistas e antioligárquicos, entre outros pontos, o programa defendia nacionalizar as principais mineradoras do país, estatizar os bancos, colocar fim ao latifúndio promovendo uma ampla reforma agrária e reformas para democratizar os espaços de poder institucional. Essas medidas visavam criar as condições para o surgimento de uma sociedade socialista na qual não existira a propriedade privada dos meios de produção (grandes fábricas, latifúndios etc).  Assim, a "via chilena para o socialismo" diferia-se tanto da via armada inspirada na Revolução Cubana quando do modelo revolucionário que ocorreu na União Soviética em 1917.
Nas esquerdas chilenas, todavia, existiam em disputa outras concepções estratégicas, tanto internamente à UP quanto em setores fora da coalizão governamental. A principal visão alternativa ao modelo de "trânsito institucional e democrático ao socialismo" acreditavam que o socialismo só seria alcançado por meio de uma revolução armada, e viam o governo da UP como um meio para agudizar e preparar as bases para o inevitável enfrentamento pelo poder, que se daria de forma armada e insurrecional.
Nos mil dias de governo, muitos das proposições programáticas foram conquistadas. As mineradoras de cobre foram nacionalizadas, o sistema financeiro foi completamente estatizado, avançou-se na reforma agrária e foi criada a Área de Propriedade Social, que reunia as centenas de empresas que foram estatizadas.[carece de fontes?]

### Fim da UP e golpe de Estado
A falta de uma unidade de ação e as profundas diferenças ideológicas entre os diferentes setores da UP contribuíram para a dificuldade de surgir uma nova legitimidade ao governo popular. As divergências entre os diversos setores de esquerda com relação à tática mais adequada para a construção do socialismo e a decisiva atuação do governo dos EUA puseram fim à opção política de construção do socialismo a partir de uma transição pacífica e democrática. Politicamente, a UP conquistara apenas uma parte do poder - o Executivo, e cerca de 42% do Legislativo, enquanto o Judiciário, as Forças Armadas e o mercado interno permaneceram sob forte influência estadunidense, e se organizaram unidas contra a UP, com o apoio da CIA, de cerca de 70% da mídia escrita, falada e televisada chilena, que recebia dinheiro do serviço secreto de inteligência estadunidense e de algumas organizações terroristas de extrema-direita como a Frente Nacionalista Pátria e Liberdade. A imprensa de oposição, liderada pelo jornal El Mercurio, teve uma destacada atuação no golpe, sendo fundamental para articular os setores oposicionistas.
O sociólogo espanhol Joan Garcés, assessor de Allende na época, lembra que o governo da UP foi "emoldurado" por dois assassinatos emblemáticos: o do general René Schneider, em outubro de 1970, e do general Carlos Prats, em setembro de 1974, ambos líderes do constitucionalismo dentro das Forças Armadas. O golpe de 11 de setembro de 1973 mergulhou o Chile em um período de terror. A ditadura de Pinochet se utilizou de uma ampla política repressiva baseada em torturas, execuções, desaparecimentos de opositores políticos e uma agressiva política econômica neoliberal. Segundo números oficiais da Comissão Valech, os agentes do Estado e seus colaboradores vitimaram 40.280 pessoas, entre assassinados, desaparecidos e torturados nos dezessete anos em que Augusto Pinochet esteve no poder, de 1973 a 1990.

### Depois do golpe de Estado
O Decreto Lei 78 de 8 de outubro de 1973 baniu os partidos integrantes da Unidade Popular. Depois do golpe de 1973, o Comitê Político da UP seguiu existindo no estrangeiro, porém de forma mais simbólica, uma vez que que cada partido desenvolve sua própria estratégia para enfrentar a ditadura.
Após o fim da ditadura militar, surgida após o golpe, os partidos e movimentos integrantes da UP seguiram diferentes caminhos. Os socialistas, radicais, grupos do MAPU e Esquerda-Cristã conformaram a Concertación de Partidos por la Democracia, aliando-se ao Partido Democrata Cristão — antigo opositor de Allende— e outros movimentos de centro-esquerda. O Partido Comunista realizou pactos políticos eleitorais com organizações sociais e outros partidos políticos de esquerda como o Partido Humanista e a Esquerda-Cristã gerando coalizões como o Movimento de Esquerda Democrática Allendista (1991-1993) e o Juntos Podemos Mais (2003-2011).[carece de fontes?]

## Resultados eleitorais

### Eleição presidencial de 1970
| Candidato               | Candidato               | Candidato                  | Partido                 | Partido                 | Coligação               | Votos     | %                       |
| ----------------------- | ----------------------- | -------------------------- | ----------------------- | ----------------------- | ----------------------- | --------- | ----------------------- |
|                         |                         | Salvador Allende Gossens   |                         | PS                      | Unidad Popular          | 1 070 334 | Predefinição:Porcentaje |
|                         |                         | Jorge Alessandri Rodríguez |                         | Independente            | PN-DR                   | 1 031 159 | Predefinição:Porcentaje |
|                         |                         | Radomiro Tomic Romero      |                         | PDC                     | PDC-PADENA              | 821 801   | Predefinição:Porcentaje |
| Total de votos válidos  | Total de votos válidos  | Total de votos válidos     | Total de votos válidos  | Total de votos válidos  | Total de votos válidos  | 2 923 294 | 98,93%                  |
| Votos em branco e nulos | Votos em branco e nulos | Votos em branco e nulos    | Votos em branco e nulos | Votos em branco e nulos | Votos em branco e nulos | 31 505    | 1,07%                   |
| Total de votos          | Total de votos          | Total de votos             | Total de votos          | Total de votos          | Total de votos          | 2 954 799 | 100%                    |
| Total de eleitores      | Total de eleitores      | Total de eleitores         | Total de eleitores      | Total de eleitores      | Total de eleitores      | 3 539 747 | Absteção: 16,53%        |

### Eleições municipais de 1971
| Lista / Partido            | Lista / Partido             | Votos     | Porcentagem | Eleitos |
|                            | A. Partido Socialista       | 633 367   | 22,3%       | 367     |
|                            | C. Partido Comunista        | 477 862   | 16,9%       | 223     |
|                            | F. Partido Social Demócrata | 38 054    | 1,3%        | 11      |
|                            | G. Partido Radical          | 228 426   | 8,1%        | 140     |
|                            | Total votos Unidade Popular | 1 377 709 | 48,6%       | 741     |
| Votos validamente emitidos | Votos validamente emitidos  | 2 798 137 |             |         |

### Eleições parlamentares de 1973
| Partido                               | Votos     | Porcentagem | Deputados (150 no total) |
| ------------------------------------- | --------- | ----------- | ------------------------ |
| Partido Socialista                    | 678 796   | 18,70%      | 28                       |
| Partido Comunista                     | 593 738   | 16,36%      | 25                       |
| Partido Radical                       | 133 745   | 3,69%       | 5                        |
| Movimiento de Acción Popular Unitaria | 92 592    | 2,55%       | 2                        |
| Izquierda Cristiana                   | 41 589    | 1,15%       | 1                        |
| Acción Popular Independiente          | 29 972    | 0,83%       | 2                        |
| Votos na lista da Unidade Popular     | 34 738    | 0,96%       |                          |
| Total UP                              | 1 605 170 | 44,23%      | 63                       |

## Símbolos

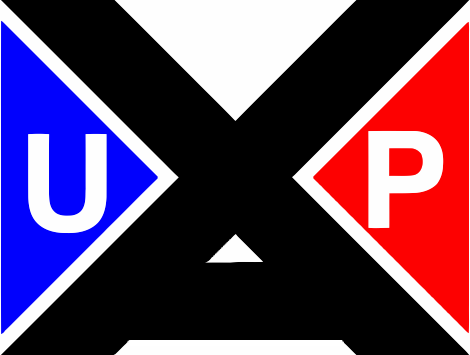
Emblema usado na eleição presidencial de 1970. O símbolo central representa um acrônimo da frase "Vote por Allende" (V-X-A).
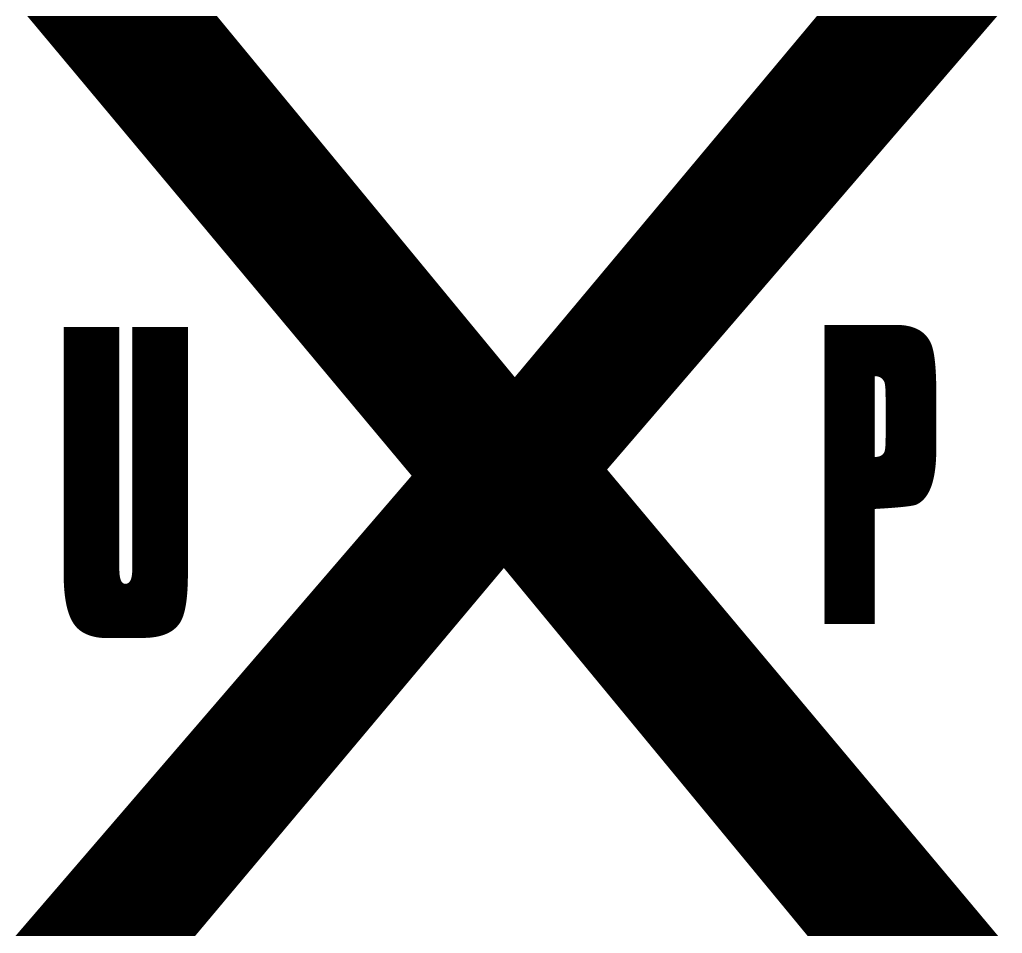
Emblema utilizado nas eleições parlamentares de 1973.
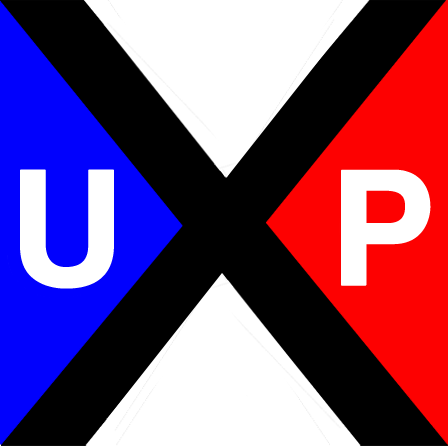
Emblema alternativo usado nas eleições parlamentares de 1973.